# 許蓁蓁
許蓁蓁（英語：Jane Hsu，1986年5月1日—），台灣女演員，曾為女子團體ZERO+初始成員「妍愷」，現為電視劇演員，演出多部台視戲劇。

## 書籍作品

### 書籍
| 年 份  | 書 名            | 出版社   | ISBN               |
| 2014年 | 東京甜點散步手札 | 博思智庫 | ISBN 9789868944893 |
| 2015年 | 小宅餐桌         | 博思智庫 | ISBN 9789869224123 |
| 2016   | 時尚玩家雜誌     | 專欄作家 |                    |

## 電視劇
| 年 份  | 頻 道      | 劇 名                    | 角 色         |
| 2011年 | 超視       | 《33故事館－男賓止步》   | 高巧莉        |
| 2012年 | 台視       | 《女人花》               | Banana        |
| 2016年 | 台視       | 《加油！美玲》           | 劉夢娟        |
| 2016年 | 台視       | 《700歲旅程》            | 艾琳          |
| 2017年 | 台視       | 《牡丹花開》             | 秀秀          |
| 2018年 | 台視       | 《情·份》                | 王文鈴        |
| 2020年 | 台視       | 《生生世世》             | 李寶珠        |
| 2020年 | 公視       | 《我的婆婆怎麽那麼可愛》 | 珍珠          |
| 2021年 | 台視       | 《一個屋簷下》           | 廖安綺        |
| 2022年 | 三立台灣台 | 《一家團圓》             | 黃心怡        |
| 2023年 | 台視       | 《美麗人生》             | 萬翎          |
| 2023年 | 三立台灣台 | 《天道》                 | 武瑩瑩 白瑩瑩 |

## 外部連結
- 許蓁蓁的Facebook專頁（繁體中文）
- Jane Hsu的Instagram帳戶（繁體中文）